# Станіслав (заказник)
Станисла́в — ботанічний заказник місцевого значення в Україні. Розташований у межах Рахівського району Закарпатської області, на околиці села Чорна Тиса (урочище Станіслав). 
Площа 5,3 га. Статус присвоєно згідно з рішенням облради від 07.03.1990 року № 55. Перебуває у віданні ДП «Ясінянське ЛМГ» (Станіславське лісництво, кв. 19, вид. 13, 14, 15, 20). 
Статус присвоєно з метою збереження популяції цінної лікарської, медоносної та декоративної рослини — пізньоцвіту осіннього (Colchicum autumnale), занесеного до Червоної книги України.